# أنخيل ماتوس
أنخيل ماتوس هو لاعب تايكوندو كوبي، ولد في 24 ديسمبر 1976 في هولغوين في كوبا.

## وصلات خارجية
- أنخيل ماتوس على موقع TaekwondoData.com (الإنجليزية)
- أنخيل ماتوس على موقع اللجنة الأولمبية الدولية (الإنجليزية)
- أنخيل ماتوس على موقع أوليمبيديا (الإنجليزية)